# Ophion pulcher
Ophion pulcher là một loài tò vò trong họ Ichneumonidae.